# 武谷愿
武谷 愿（たけや げん、1912年3月3日 - 1995年10月28日）は、日本の応用化学者。北海道大学名誉教授。専門は燃料工学、石炭液化。

## 経歴
九州大学医学部名誉教授武谷廣の三男として福岡市に生まれる。1929年福岡県中学修猷館、1931年旧制福岡高等学校理科甲類を経て、1935年東京帝国大学工学部応用化学科を卒業する。
1935年商工省燃料研究所に入所し技師となったが、1943年北海道帝国大学工学部助教授に転じ、1945年教授に就任、1946年工学博士の学位を得る。
燃研、北大と研究は一貫して石炭化学および石炭の高度利用であり、戦前は石炭からの人造石油製造、戦時中は石炭の高圧化学反応、戦後は石炭の加工利用を研究している。
1975年北海道大学を退官し名誉教授となり、同年函館工業高等専門学校校長に就任する。1983年函館高専を退官し名誉教授となる。
1974年紫綬褒章、1983年勲二等瑞宝章。